# Kasteel Tallon

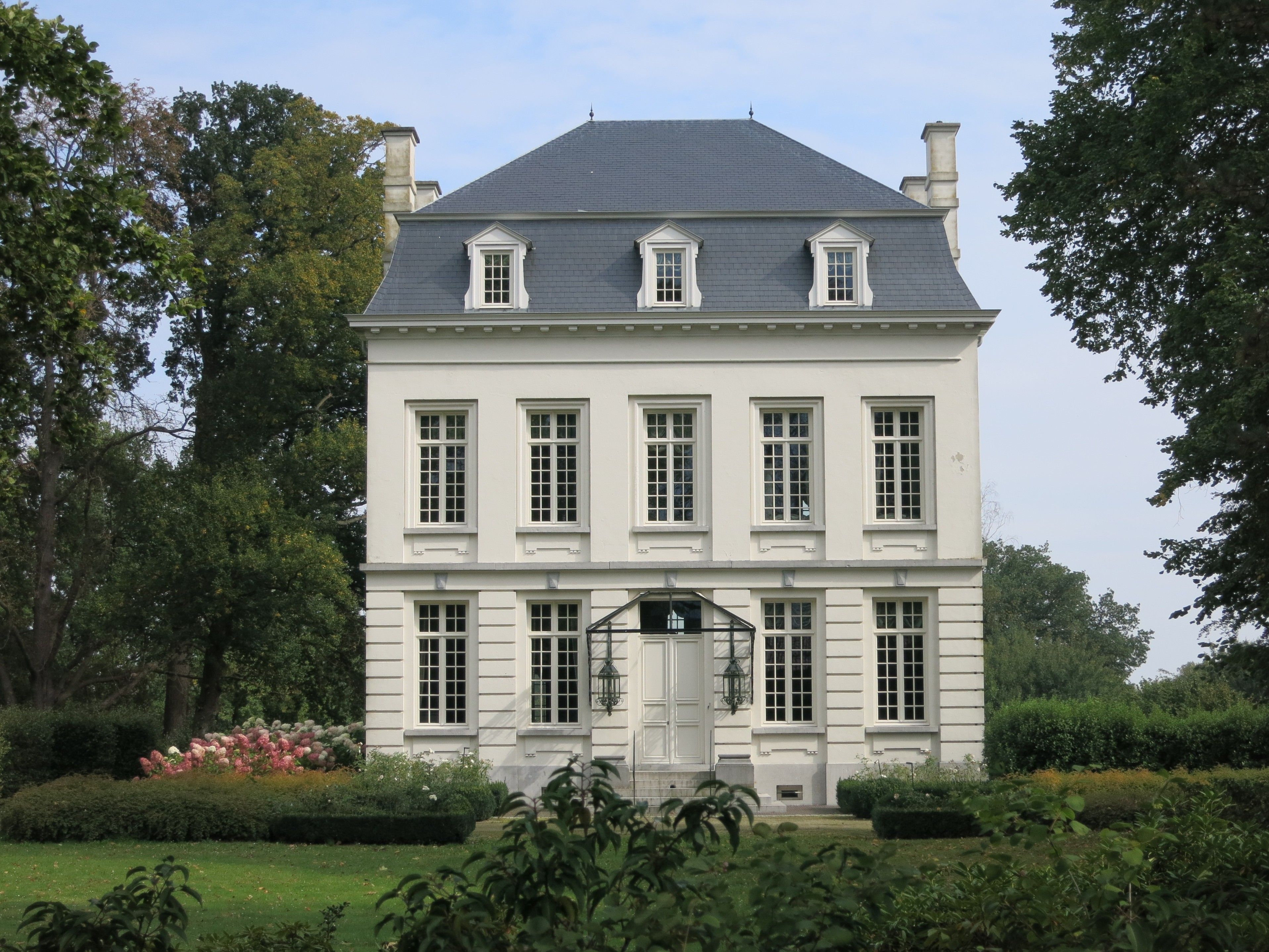
Kasteel Tallon

Het Kasteel Tallon is een kasteel in de Vlaams-Brabantse plaats Geetbets, gelegen aan de Steenstraat 6-8.

## Geschiedenis
Vanaf 1885 was notaris Arnold Tallon ook burgemeester van Geetbets. In 1879 liet hij een herenhuis bouwen dat een symmetrisch dubbelhuis was. Het schilddak werd in 1891 vervangen door een mansardedak. Ook kwamen er enige dienstgebouwen en een ruim 1 ha grote tuin.